# Grégoire Lascubé
Pas d'image ? Cliquez ici

a Compétitions nationales et continentales officielles uniquement.

b Matchs officiels uniquement.
Dernière mise à jour le 23 novembre 2021.
Grégoire Lascubé, est né le 3 avril 1962 à Saint-Pée-sur-Nivelle. C’est un joueur français de rugby à XV, qui a joué avec l'équipe de France et le SU Agen, évoluant au poste de pilier (1,88 m pour 115 kg).

## Carrière de joueur

### En équipe nationale
Il a disputé son premier test match le 19 janvier 1991, contre l'équipe d'Écosse, son dernier test match fut contre l'équipe d'Angleterre, le 15 février 1992 où il fut expulsé pour brutalité à la soixante-dixième minute de la rencontre, son compère de première ligne Vincent Moscato étant lui aussi expulsé toujours pour brutalité cinq minutes plus tard.
Il a joué les quatre matchs de l'équipe de France lors de la coupe du monde de rugby 1991.

### Avec les Barbarians
Le 31 octobre 1992, il joue son premier match avec les Barbarians français contre l'Afrique du Sud à Lille. Les Baa-Baas s'imposent 25 à 20.
Le 19 juin 1993, il est invité pour jouer avec les Barbarians français contre le XV du Président pour le Centenaire du rugby à Grenoble. Les Baa-Baas s'imposent 92 à 34.
Le 11 novembre 1993, il est invité une troisième fois avec les Barbarians français pour jouer contre l'Australie à Clermont-Ferrand. Les Baa-Baas s'inclinent 26 à 43.
En 1994, il participe à la tournée des Barbarians français en Australie. Le 26 juin 1994, il joue contre l'Université de Sydney en Australie. Les Baa-Baas s'imposent 36 à 62.
Le 29 juin 1994, il joue contre les Barbarians Australiens au Sydney Cricket Ground. Les Baa-Baas français s'imposent 29 à 20.
Le 6 septembre 1994, il joue de nouveau avec les Barbarians français contre les Barbarians au Stade Charlety à Paris. Les Baa-Baas s'imposent 35 à 18.

## Statistiques

### Tournoi des Cinq Nations
| Édition           | Rang | Résultats France | Résultats Lascubé | Matchs Lascubé |
| ----------------- | ---- | ---------------- | ----------------- | -------------- |
| Cinq Nations 1991 | 2    | 3 v, 0 n, 1 d    | 1 v, 0 n, 1 d     | 2/4            |
| Cinq Nations 1992 | 2    | 2 v, 0 n, 2 d    | 2 v, 0 n, 2 d     | 4/4            |

Légende : v = victoire ; n = match nul ; d = défaite ; la ligne est en gras quand il y a Grand Chelem.

### Coupe du monde
| Édition          | Rang               | Résultats France | Résultats Lascubé | Matchs Lascubé |
| ---------------- | ------------------ | ---------------- | ----------------- | -------------- |
| Royaume-Uni 1991 | Quart-de-finaliste | 3 v, 0 n, 1 d    | 3 v, 0 n, 1 d     | 4/4            |

Légende : v = victoire ; n = match nul ; d = défaite.

## Palmarès

### En club
- Championnat de France de première division :
  - Champion (1) : 1988
  - Vice-champion (1) : 1990 (ne joue pas la finale).
- Challenge Yves du Manoir :
  - Vainqueur (1) : 1992 (ne joue pas la finale).

### En équipe nationale
- Sélections en équipe nationale : 12
- Sélections par année : 10 en 1991, 2 en 1992
- Tournois des Cinq Nations disputés : 1991, 1992

## Autres activités
Lors des élections municipales de 2020, il est élu conseiller municipal d'Anglet dans les Pyrénées-Atlantiques.